# Minoru Izushi
Minoru Izushi (japanisch 出石 稔 Minoru Izushi; * 1961 in der Präfektur Tottori) ist ein japanischer Rechtswissenschaftler mit dem Schwerpunkt Verwaltungsrecht.

## Leben
Nach seinem Abschluss an der rechtswissenschaftlichen Fakultät der Kokugakuin University, arbeitete er in verschiedenen Funktionen in der Stadtverwaltung von Yokosuka, unter anderem als Leiter der Abteilung Stadtplanung sowie als Generaldirektor der Abteilung für Allgemeine Angelegenheiten. Im März 2007 verließ er die Stadtverwaltung und wurde im April desselben Jahres Professor an der Juristischen Fakultät der Kanto-Gakuin-Universität in Yokohama. 2014 wurde er Vizepräsident dieser Hochschule.

## Veröffentlichungen
Izushi hat an vielen japanischen juristischen Standardwerken mitgearbeitet und zahlreiche Artikel in Fachzeitschriften geschrieben.
Nur zwei Veröffentlichungen sind über WorldCat ermittelbar:
- 横須賀市市民パブリック-コメント手続条例--分権時代の自治体標準装備として (Yokosuka City Ordinance on Citizen Public - Standardausrüstung für Kommunen im Zeitalter der Dezentralisierung). In: 自治総研 / 地方自治総合研究所 [編] (Nationales Institut für Kommunalverwaltung). Band 27, Nr. 1, Dezember 2001, ISSN 0910-2744, S. 1–30 (japanisch).
- 地方分権時代の条例づくりに向けて--横須賀市の取り組みから (Zur Entwicklung von Verordnungen in der Ära der Dezentralisierung - die Bemühungen der Stadt Yokosuka.). In: 自治総研 / 地方自治総合研究所 [編] (Nationales Institut für Kommunalverwaltung). Band 26, Nr. 41, Juni 2000, ISSN 0910-2744, S. 21–57.